# شاديما
حزب الديمقراطية والتقدم المعروف باسم شاديما هو حزب سياسي وسط اليمين في تنزانيا. تشاديما هو ثاني أكبر حزب سياسي في تنزانيا ويقوم بحملات على الحكم الذاتي الإقليمي للولايات المتمتعة بالحكم الذاتي في البلاد.

## التاريخ
في الانتخابات العامة لعام 1995 فاز الحزب بـ 4 مقاعد من أصل 269 مقعدًا في الجمعية الوطنية و42 مستشارًا على مستوى البلاد.
في انتخابات عام 2000 لم يكن للحزب مرشح رئاسي لكنه فاز بخمسة مقاعد في انتخابات الجمعية الوطنية التي أجريت في نفس اليوم، إلى جانب 75 مستشارًا وثلاثة مجالس مقاطعات: كيغوما وكاراتو وتاريمي.
في انتخابات 2005 احتل مرشح الرئاسة في تشاديما فريمان مبوي المركز الثالث من بين عشرة مرشحين ، بنسبة 5.88٪ من الأصوات. وزادت تشاديما من حصتها في الجمعية الوطنية حيث استمرت في اكتساب المزيد والمزيد من الشعبية، لا سيما بين الشباب، وتمكن الحزب من تنصيب أحد عشر عضوا في البرلمان، بالإضافة إلى 103 مستشارا واحتفظ حزب تشاديما بمجالس مقاطعات كيغوما وتاريما.
في الانتخابات العامة لعام 2010 زادت شاديما بشكل كبير من حصتها في التصويت الوطني. حصل الدكتور ويلبرود بيتر سلا الأمين العام للحزب في أغسطس 2015 على 27.1٪ من الأصوات في الانتخابات الرئاسية، بزيادة كبيرة عن نسبة 5.88٪ من الأصوات التي حصل عليها مرشح تشاديما في انتخابات 2005. كما حصل الحزب على 48 مقعدًا مما يجعله ثاني أكبر حزب في الجمعية الوطنية. كانت هذه أول مرة للحزب. وطالبت تشاديما بـ 467 مستشارًا و7 مجالس مقاطعات. معظم المقاعد التي فازت بها تشاديما جغرافيًا هي دوائر انتخابية موجودة في المدن الرئيسية والمناطق الحضرية في تنزانيا، بما في ذلك أروشا وموشي وموانزا ومبيا ودار السلام وهي العاصمة المالية لتنزانيا وأكبر مدنها.